# Carnew
Carnew (en gaèlic irlandès Carn an Bhua, que vol dir "turó de la victòria") és una vila d'Irlanda, al comtat de Wicklow, a la província de Leinster. És la vilat més al sud de Wicklow situada a només un quilòmetre de la frontera amb Comtat de Wexford. Per raons històriques sovint s'ha descrit com "un enclavament protestant".

## Història
Carnew apareix per primer cop en registres històrics el 1247 com el burg normand de "Carnebothe" amb la seva pròpia carta reial concedida pel rei Enric III d'Anglaterra.
El gal·lès Calcott Chambre llogà el castell de Carnew en 1619 i durant les següents dues dècades s'hi establí una gran indústria de fosa de ferro als afores de la ciutat. Va encoratjar l'assentament a la zona de famílies gal·leses i va crear un dels majors parcs de cérvols al país, amb un radi d'unes set milles irlandeses.
Durant la rebel·lió de 1641 Chambre i uns 160 colons van ser assetjats al castell durant 22 setmanes obligats a alimentar-se dels cadàvers que "havien estat molt de temps en fosses de calç", per una força d'uns 1.000 insurgents dirigit pels Masterson, Byrnes i Donal Kavanagh de Ballingate, que també "va baixar els vostres púlpits, cremà els seients i va demolir l'església de Carnowe". Quan els assetjats es van rendir alguns d'ells van ser penjats, alguns van ser detinguts pel servei, mentre que la majoria, incloent Chambre, van ser acompanyats per un comboi a Dublín. El castell estava en mans dels O'Byrnes de Knockloe fins a 1649, quan va ser presa per Sir Richard Talbot. Dos anys més tard, el castell va tenir un tust dels roundheads de Cromwell sota el comandament de coronel Hewson durant el curs de la qual el sostre va ser destruït. En 1655 es va emetre un edicte ordenant a tots els "habitants de Carne, Coolattin i Clohamon que no havien mostrat bon afecte" a ser desterrats, i els seus béns compartits entre els aventurers.
Els colons protestants arribaren durant la segona meitat del segle xvii quan l'explotació de les rouredes de Shillelagh estava en el seu apogeu; molts eren especialistes qualificats que treballaven a les indústries siderúrgiques locals i utilitzaven grans quantitats de fusta de roure per a la fabricació de carbó vegetal per fondre el mineral de ferro enviat de Bristol.

### Larebel·lió irlandesa de 1798
Al matí del 25 de maig la guarnició de Carnew va sentir l'esclat de la insurgència al comtat de Kildare i les pèrdues militars a Ballymore-Eustace, Naas, and Prosperous. Immediatament es van reunir els camperols sospitosos de simpatitzar amb els rebels i foren empresonats a la masmorra del castell. 38 presoners, entre ells 18 homes casats, foren afusellats per un escamot com a advertència a la població local, un fet recordat com la massacre de Carnew.
Les notícies d'aquestes execucions sumàries, i de la massacre de Dunlavin Green, es va estendre pel comtat de Wicklow i a través de la frontera a Wexford, pel que sembla per donar contingut a rumors d'extermini ja freqüents.
El 4 de juny, el govern va evacuar la ciutat i quatre dies després que fos atacada i incendiada en un atac venjança dels rebels de Wexford, liderat pel "general grinyolant" Anthony Perry.
El 30 de juny les forces rebels van infligir una dura derrota a la cavalleria del govern a l'emboscada de Ballyellis. Van morir 49 soldats, però molts més van morir a conseqüència de les ferides sofertes en la batalla. Entre les víctimes hi va haver 25 de l'infame Regiment dels Ancient Britons.
Després de la batalla Carnew va ser novament atacada. Els lleials al comandament del capità Thomas Swan de Tombreane s'atrinxeraren a Malthouse de Blayney. Els rebels van fracassar en els seus esforços de desallotjar o per apagar les flames de l'edifici, i van perdre 19 efectius en l'intent.
La filla més infame de Carnew, Bridget ‘Croppy Biddy’ Dolan, passà tres mesos com a seguidora de campament amb els rebels. Però era una confident a sou de la corona i ajudà a condemnar molts dels seus amics i parents. La seva víctima més notable fou Billy Byrne of Ballymanus qui fou penjat a la presó de Wicklow en setembre de 1799. Per les seves delacions almenya nou homes de Carnew foren deportats a Nova Gal·les del Sud en 1802. En els seus darrers anys Bid es va veure obligada a viure de la caritat de l'església protestant de la vila. Li llençaven pedres cada vegada que apareixia en públic i tenia dos bulldogs per a la seva protecció. Va morir el 1827 als 50 anys, i fou l'únic membre de la seva família enterrat en el cementiri de l'Església d'Irlanda a Carnew.
Les següents dècades del segle xix van veure la reconstrucció de Carnew i Tinahely, en gran manera finançada pels Coollattin Estate. El castell de Carnew va ser reteulat i modernitzat per a l'arribada com a rector en 1813 d'un cunyat del comte Fitzwilliam, Rev Richard Ponsonby (més endavant bisbe de Derry). El seu successor, el reverend Henry Moore, que va construir la paret alta del castell, es va oposar fermament al comte Fitzwilliam i als esforços del seu agent Bob Challoner per a proveir una escola interconfessional (ara Carnew Enterprise Centre) per a curar velles ferides. Finalment Moore va sortir-se amb la seva i se li va permetre construir una escola protestant en l'únic lloc disponible per a ell, la cantonada de l'església. La reacció de Fitzwilliam fou desallotjar al rector del castell.
Les lluites sectàries mai van deixar la superfície. Durant els darrers anys del segle va haver-hi processaments per treure la Union Jack de l'església el 12 de juliol. Però generalment prevalia la discrecionalitat de la cort i els detinguts finalment eren alliberats amb un advertiment.